# 한국도로교통공단

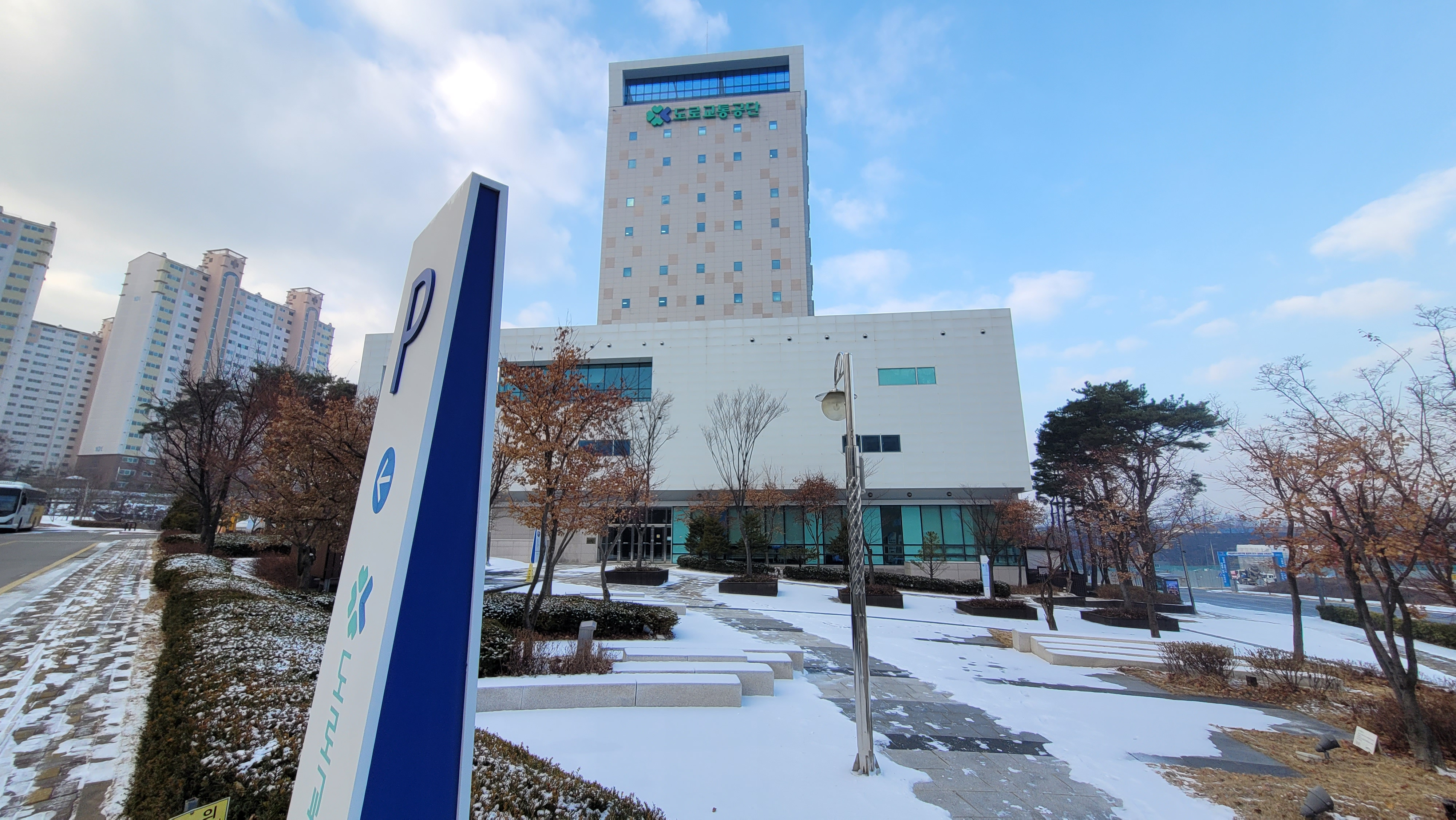
한국도로교통공단 청사

한국도로교통공단(韓國道路交通公團, Korea Road Traffic Authority)은  한국도로교통공단법에 근거하여, 도로교통안전에 관한 교육과 기술연구를 위한 특수법인으로 설립된 경찰청 산하 위탁집행형 준정부기관이다. 혁신도시 이전 계획의 일환에 따라 한국도로교통공단 본부는 원주로, 한국도로교통공단 면허 본부는 울산으로 각각 이전하였다. 각 시도별 13개 지부, 27개 운전면허시험장, 12개 지방교통방송본부 등으로 구성되어 있다.
본부는 본래 서울특별시 중구 왕십리로 407 (신당동 855) 상왕십리역과 신당역 사이에 있었다. 강원특별자치도 원주시 반곡동으로 이전한 후 신당동 본부는 철거되고 신당 파인힐 하나유보라 아파트로 재건축됐다.

## 주요 사업
- 교통과학 연구
- 교통 방송
- 교통 안전 교육
- 교통 안전에 관한 홍보
- 교통 안전 기술 지원 등
- 운전 면허 업무 전반(시험/면허증 교부/적성 검사/갱신/검정원)

## 연혁
- 1954년 2월 12일: 대한교통안전협회 중앙연합회(大韓交通安全協會 中央聯合會) 창립
- 1980년 5월 22일: 도로교통안전협회(道路交通安全協會)로 명칭 변경
- 1999년 1월 29일: 도로교통안전관리공단(道路交通安全管理公團)으로 명칭 변경
- 2005년 10월 31일: TBN 교통방송에서 TBN 한국교통방송으로 변경
- 2008년 6월 22일: 도로교통공단으로 명칭 변경
- 2011년 1월 1일: 경찰청 운전면허시험관리단 인수 합병
- 2015년 12월 2일: 본부를 서울특별시 중구 신당동에서 강원특별자치도 원주시 반곡동 강원원주혁신도시로 이전
- 2024년 7월 31일: 도로교통공단에서 한국도로교통공단(韓國道路交通公團)으로 명칭 변경
- 2025년: 한국도로교통공단 대전지부를 대전지부와 충남지부로 분리 및  TBN 충남 교통방송 개국 예정

## 조직
이사장
| - 감사실 - 안전경영실 - ESG경영실 - 교통AI 빅데이터 융합센터 | - 혁신기획본부 - 경영지원본부 - 교통안전본부 - 교통사고종합분석센터 - 교육본부 | - 방송본부 - 운전면허본부 - 교통과학연구원 |

### 지방교통방송본부
한국도로교통공단은 부산, 광주, 대구, 대전, 경인, 강원, 충북, 전북, 울산, 경남, 경북, 제주 등에 교통방송본부를 두고 있다.

### 지역 조직
한국도로교통공단은 각 광역자치단체별로 지부를 두고 있다.
| 지방조직       | 도로명주소                                               |
| -------------- | -------------------------------------------------------- |
| 서울           | 서울특별시 서초구 양재대로 242 (염곡동)                  |
| 경기           | 경기도 용인시 기흥구 흥덕3로 41 (영덕동)                 |
| 인천           | 인천광역시 연수구 대암로 30 (옥련동)                     |
| 강원           | 강원특별자치도 춘천시 영서로 2806 (우두동)               |
| 대전/충남/세종 | 대전광역시 유성구 동서대로 621 (상대동)                  |
| 충청북도       | 충청북도 청주시 상당구 남일면 효덕길 14-5 (효촌리)       |
| 경북           | 경상북도 구미시 인동31길 14-3 (인의동)                   |
| 전북           | 전북특별자치도 전주시 완산구 내원당길 29 (대성동)        |
| 대구           | 대구광역시 남구 대명서로 31 (대명동)                     |
| 경남           | 경상남도 창원시 의창구 창원대로397번길 12-13 (팔용동)    |
| 부산           | 부산광역시 남구 용소로 74 (대연동)                       |
| 광주/전남      | 광주광역시 북구 우치로 201 한국도로교통공단 광주전남지부 |
| 제주           | 제주특별자치도 제주시 노형로 231 (노형동)                |

### 운전면허시험장 현황
한국도로교통공단은 전국 27개 지역에 운전면허시험장을  보유 및 운영하고 있다.

## 전국 시험장 안내
한국도로교통공단은 전국 27개 지역에 운전면허시험장과  12개 지역에 장애인 운전지원센터을 보유 및 운영하고 있다.
| 지역 코드 (전국 각 지역 경찰청) | 시험장명  | 주소                                              | 비고 |
| ------------------------------- | --------- | ------------------------------------------------- | --- |
| 11 (서울)                       | 강남      | 서울특별시 강남구 테헤란로114길 23                | 1980년 개장. 장내기능시험장은 송파구 잠실동에 있어 민원실에서 장내기능시험장에 가려면 탄천공영주차장에서 탄천을 건너야 갈 수 있다.        |
| 11 (서울)                       | 도봉      | 서울특별시 노원구 동일로 1449                     | 1984년 ~ 1985년 개장. |
| 11 (서울)                       | 강서      | 서울특별시 강서구 남부순환로 171                  | 1987년 ~ 1988년 개장. 장애인 운전지원센터운영                                                                                             |
| 11 (서울)                       | 서부      | 서울특별시 마포구 월드컵로42길 13                 | 1994년 개장. |
| 12 (부산)                       | 부산남부  | 부산광역시 남구 용호로 16                         | 1990년 개장. 장애인 운전지원센터운영 |
| 12 (부산)                       | 부산북부  | 부산광역시 사상구 사상로367번길 35                | |
| 22 (대구)                       | 대구      | 대구광역시 북구 태암남로 38                       | 장애인 운전지원센터운영 |
| 23 (인천)                       | 인천      | 인천광역시 남동구 아암대로 1247                   | 1997년에, 연수구 동춘동에서 남동구 고잔동으로 이전하였다. 장애인 운전지원센터운영                                                         |
| 25 (대전)                       | 대전      | 대전광역시 동구 산서로1660번길 90                 | 장애인 운전지원센터운영 |
| 26 (울산)                       | 울산      | 울산광역시 울주군 상북면 봉화로 342               | 울산 중구 종가로 370 운전면허본부에서는 PC학과(필기)시험만 치른다.                                                                        |
| 13 (경기남부)                   | 안산      | 경기도 안산시 단원구 순환로 352                   | |
| 13 (경기남부)                   | 용인      | 경기도 용인시 기흥구 용구대로 2267                | 장애인 운전지원센터운영 |
| 28 (경기북부)                   | 의정부    | 경기도 의정부시 금오로109번길 55                  | |
| 14 (강원)                       | 춘천      | 강원특별자치도 춘천시 신북읍 신북로 247           | |
| 14 (강원)                       | 원주      | 강원특별자치도 원주시 호저면 사제로 596           | 장애인 운전지원센터운영 |
| 14 (강원)                       | 강릉      | 강원특별자치도 강릉시 사천면 중앙서로 464         | |
| 14 (강원)                       | 태백      | 강원특별자치도 태백시 수아밭길 166                | |
| 15 (충북)                       | 청주      | 충청북도 청주시 상당구 남일면 교육원로 131-20     | 장애인 운전지원센터운영 |
| 15 (충북)                       | 충주      | 충청북도 충주시 대가주1길 16                      | |
| 16 (충남)                       | 예산      | 충청남도 예산군 오가면 국사봉로 500               | |
| 16 (충남)                       | 아산•천안 | 신설예정                                          | |
| 19 (경북)                       | 포항      | 경상북도 포항시 남구 오천읍 냉천로 656            | 장애인 운전지원센터운영 |
| 19 (경북)                       | 문경      | 경상북도 문경시 신기공단1길 12                    | |
| 20 (경남)                       | 마산      | 경상남도 창원시 마산합포구 진동면 진북산업로 90-1 | |
| 17 (전북)                       | 전북      | 전북특별자치도 전주시 덕진구 팔복로 359           | 1980년 개장, 장애인 운전지원센터운영 |
| 18 (전남)                       | 전남      | 전라남도 나주시 내영산2길 49                      | 장애인 운전지원센터운영 |
| 18 (전남)                       | 광양      | 전라남도 광양시 광양읍 대학로 11                  | |
| 21 (제주)                       | 제주      | 제주특별자치도 제주시 애월읍 평화로 2072          | 장애인 운전지원센터운영 |
| 24 (광주)                       | 광주      | 신설 예정(광주광역시 북구 삼각동 418)             | 운전면허시험장이 없으며, PC학과(필기)시험은 도로교통공단 광주전남지부에서 했지만, 북구 삼각동 418번지에 운전면허시험장이 신설될 예정이다. |

## 사진
광역시도별로 지부를 두고 운영중이다.

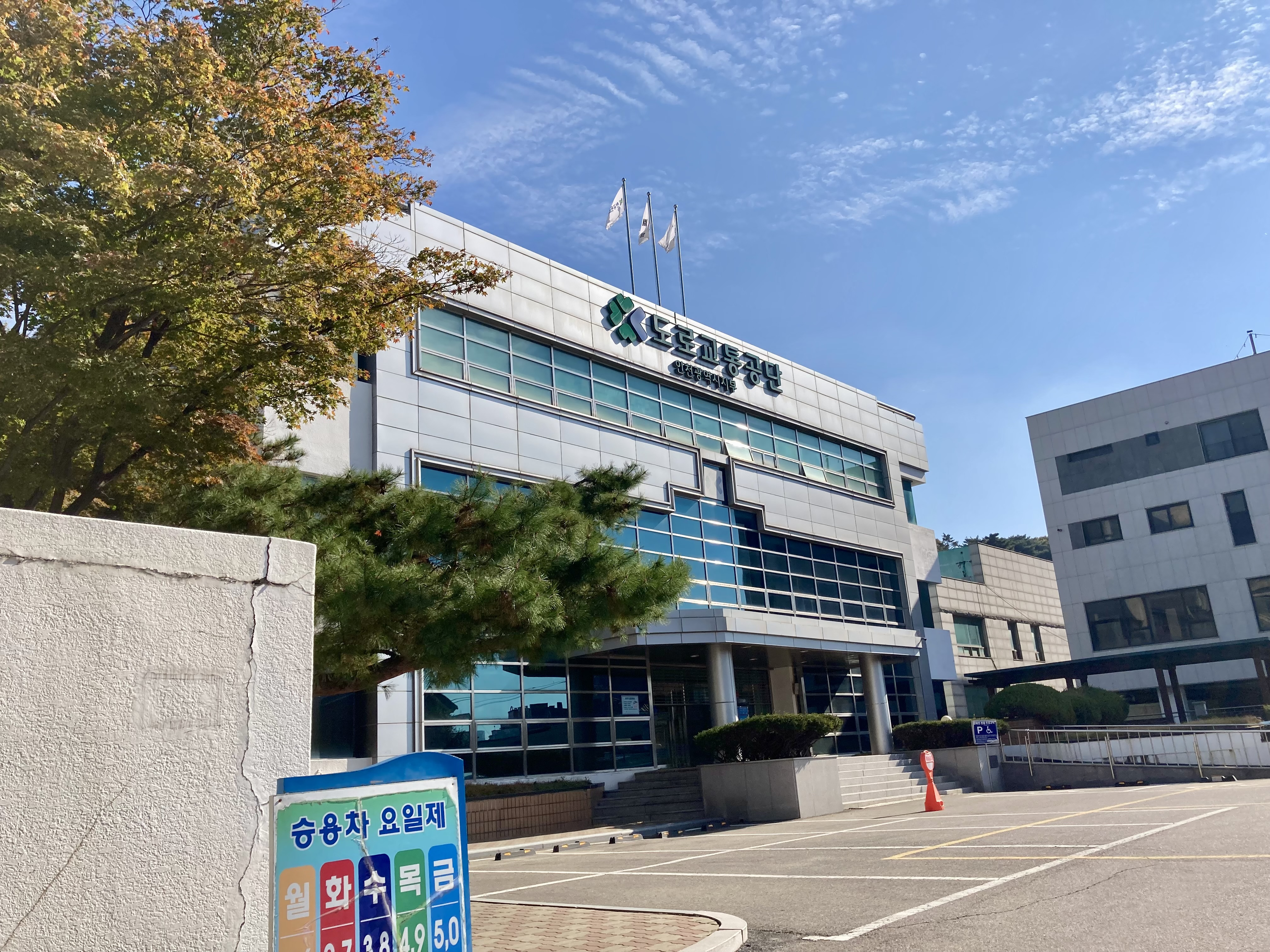
인천지부 전경
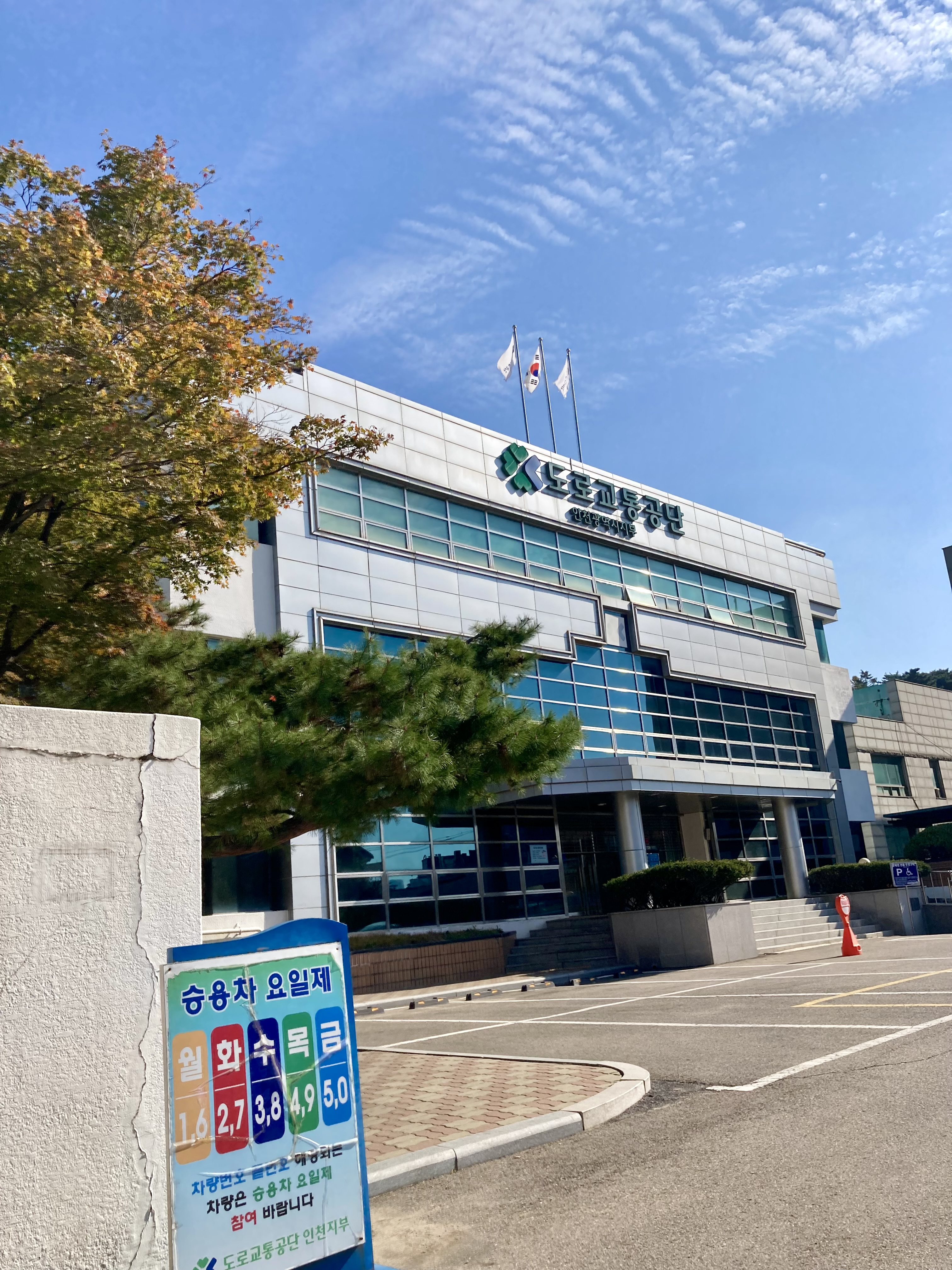
인천지부 전경
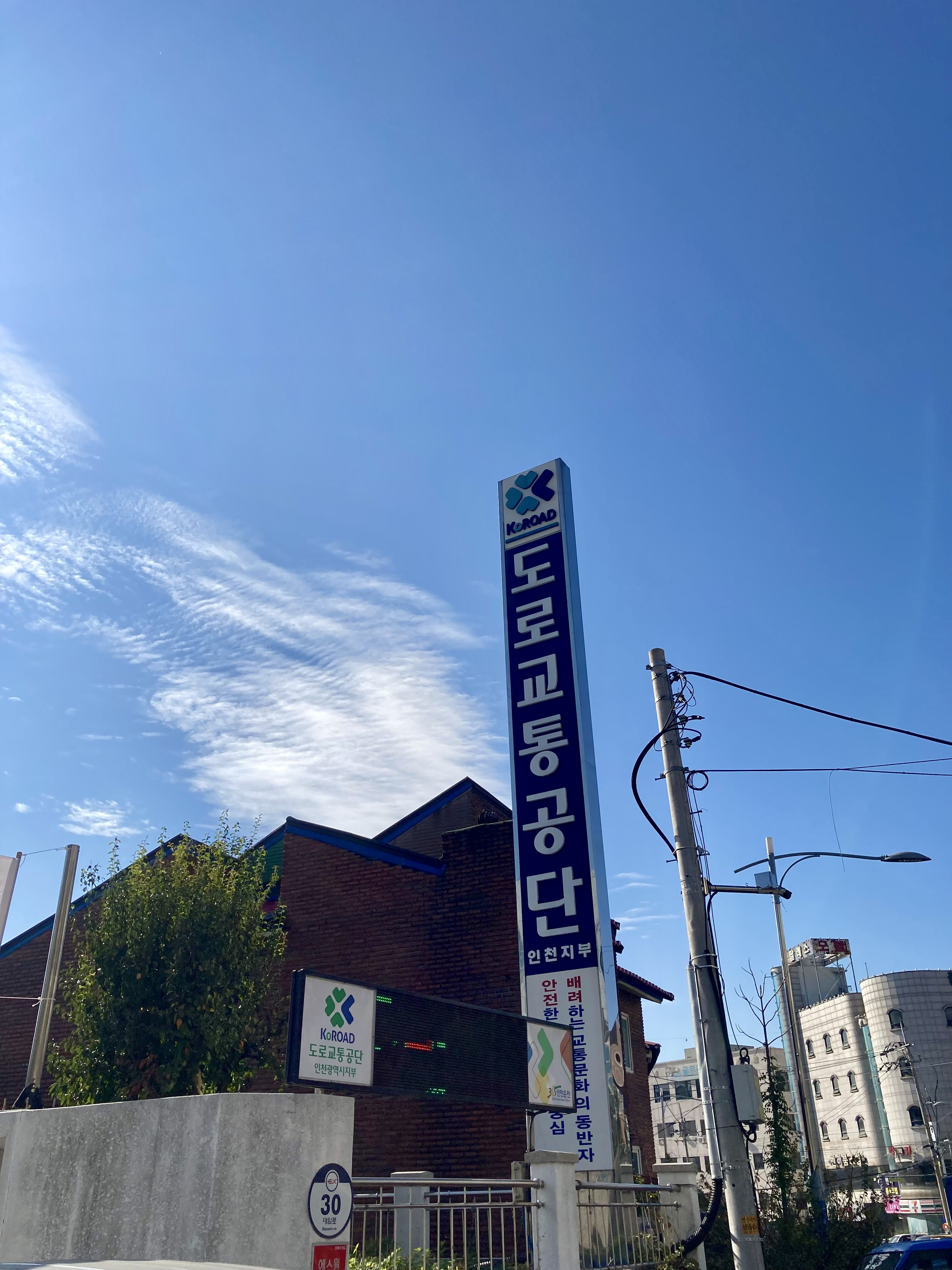
인천지부 간판
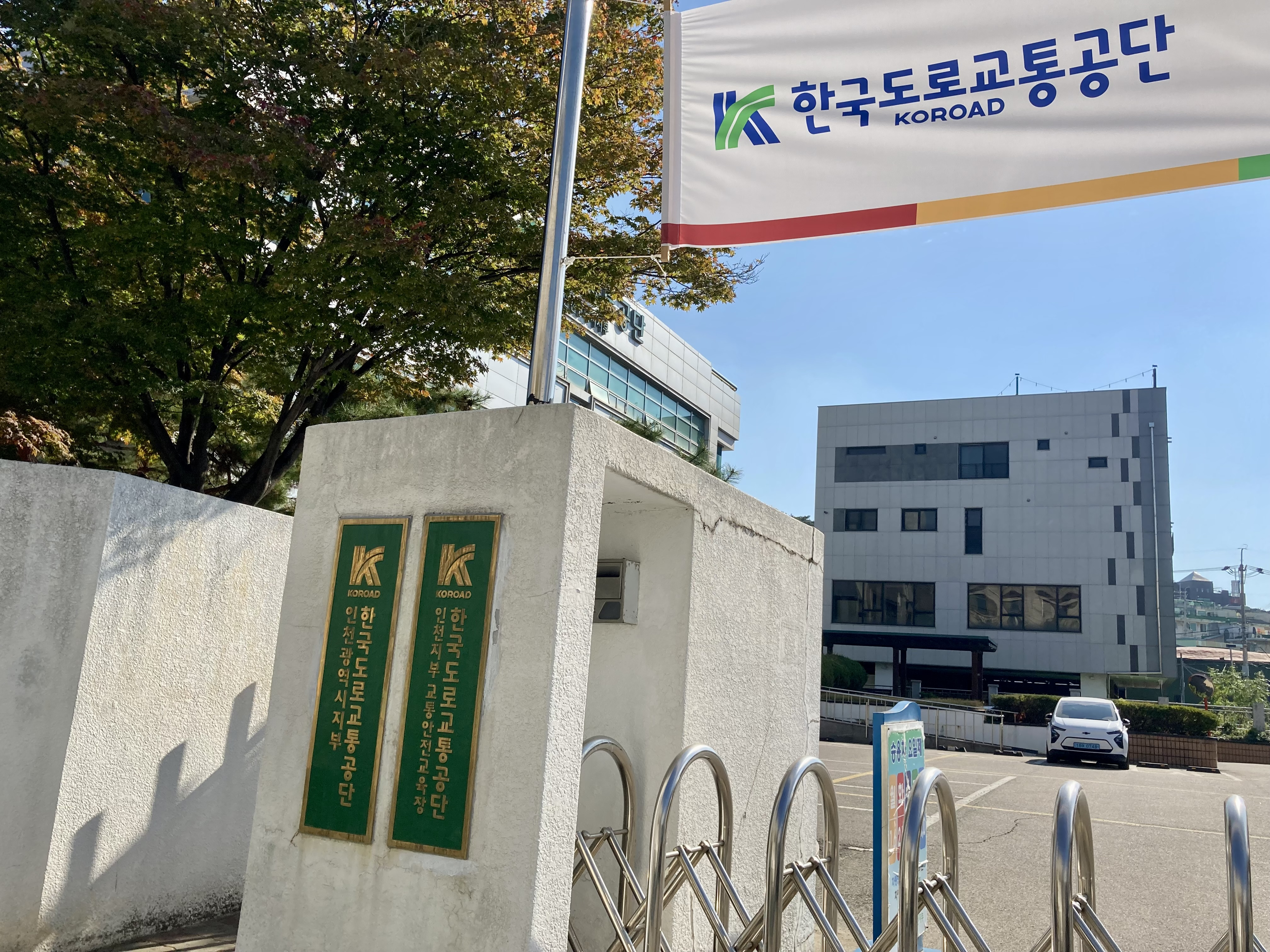
인천지부 현판

## 같이 보기
- 경찰청
- 대한민국 국토교통부
- 한국교통안전공단